# Клод Балліф
Клод Балліф (фр. Claude Ballif; 22 травня 1924, Париж — 24 липня 2004, Сен-Дізьє) — французький композитор.

## Біографія
Клод Балліф народився сім'ї військового, його мати походила з сім'ї ковалів. Клод був п'ятою дитиною з десяти братів і сестер.
Клод Балліф зростав у культурному середовищі: він був племінником еллініста Андре-Жана Фестуж'єра.
Балліф розпочав навчання музиці у віці шести років зі знайомства з грою на скрипці. Серед його перших музичних вражень — три екосези Шопена та Прелюдія до «Послідовного відпочинку фавна» Дебюссі (записи цих творів були у Балліфа вдома). У віці 13 років Балліф переїжджає з батьком на Мадагаскар. 1940 року він повернувся в Бордо, а через два роки, у віці 18 років, вступив у консерваторію. Спочатку батьки не підтримували професійний вибір сина, але зрештою прийняли його.
Через два роки після створення свого першого твору «Candres» двадцятичотирирічний Балліф вступає до Національної консерваторії музики в Парижі, де навчається в Олів'є Мессіана та Тоні Обена. Проте незалежний характер спонукає його залишити престижний навчальний заклад ще до отримання диплому.
У 28 років Балліф зустрів Фреда Голдбека, який запропонував йому подати заявку на стипендію DAAD для завершення навчання у Берлінській консерваторії. Стипендію Балліф отримує вже на 30-му році життя. У цей період він закінчує «Введення в метатональність» («L'introduction à la métatonalité»). У віці 31 року він — випускник Берлінської консерваторії з композиції, серед його педагогів — Борис Блахер та Йозеф Руфер. У тому ж році Балліф отримує першу премію за композицію Lovecraft і перший струнний квартет на міжнародному конкурсі в Женеві. З наступного року він починає відвідувати літні курси в Дармштадті, де навчається у Джона Кейджа, П'єра Булеза, Луїджі Ноно, Лучано Беріо та Карлгайнца Штокгаузена протягом трьох років.
Балліф знайомиться з філософом Жаном Валем і починає читати цикл лекцій у Філософському коледжі. 1959 року він приєднується до Музичної дослідницької групи (GRM) під керівництвом П'єра Шеффера, там він знайомиться з Янісом Ксенакісом, Франсуа Бейлем, Іво Малеком і Бернаром Пармеджані і записує "Etudes au ressort " та «Points-Mouve». У цей же період він починає роботу над першими «Сольфеджієтті» і отримує посаду професора історії музики та аналізу в École Normale de Musique. Після одруження він залишає дослідницьку групу, а через два роки отримує призначення в консерваторію Реймса.
1968 року він знайомиться з Іваном Вишнеградським. Обидва композитори експериментують з мікроінтервалами та з четвертьтонами. Балліф присвячує Вишнеградському спеціальний випуск «La Revue musicale». В цей же час він публікує свою роботу про Берліоза. Балліф отримує посаду професора історії музики в Університеті Венсен, де також викладає його друг, музикознавець та філософ Даніель Шарль, але незабаром залишає університет.
1971 року у віці 47 років він призначений професором аналізу у Національній консерваторії музики в Парижі. Через три роки Балліф отримує премію Онеґґера за свою «Містичну симфонію» (ораторію) «Життя майбутнього світу». У віці 52 років він починає працювати запрошеним викладачем композиції у найпрестижніших університетах світу (Гарвард, Пекін та ін.).
У 58 років він призначений ад'юнкт-професором композиції у Національній консерваторії музики у Парижі, де служить до виходу на пенсію у віці 66 років. У цей же період він — «композитор літа» на Festival estival de Paris. 1990 року, після виходу з паризької консерваторії, Баллеф — на запрошення Жозефа-Франсуа Кремера, відкриває клас композиції та аналізу в консерваторії Севран., де пропрацює протягом 10 років. Потім, у віці 77 років, 2000 року він бере на себе управління музичним факультетом у Венесуелі, на запрошення уряду Венесуели. Там він створює свій четвертий симфонічний концерт для флейти з оркестром (на замовлення оркестру Симона Болівара, Каракас) «Un delirium de mazes». Балліф помер від раку 2004 і похований у Пуассоні.
Останній симфонічний твір Au Clair de la lune bleue завершено 2006 року, після смерті композитора.

## Творчість
Композиторський стиль Клода Балліфа — результат вмілого поєднання розширеної тональності (як, наприклад, Барток) й індивідуально трактованого серіалізму. Сам композитор називає цю систему «метатональністю» (métatonalité), яка дозволяє вільно використовувати і комбінувати основні гармонійні системи письма (тональні, модальні, серійні). Ця система також дозволяє використовувати мікроінтервали та служить ефективним методом аналізу.
Майже двадцять років Балліф викладав аналіз та композицію у Вищій національній консерваторії музики в Парижі, що вплинуло на його композиторський стиль. Метатональність Баліфа — це теорія, яка охоплює тональність, допускаючи серійний лист. Для композитора його метатональність не є атональною системою, тому що чиста атональність можлива тільки в теорії. На практиці людський мозок завжди намагається розставити пріоритети в тому, що він так чи інакше сприймає. За Балліфом, для розуміння руху необхідно, щоб була точка відліку, хоча б тимчасова. У тональній системі це тоніка, у більшості модальних музичних творів це бурдон або фінальна зупинка, метатональність це орієнтир «orient» (довідкова примітка). Цей орієнтир може тимчасово «потонути», як це буває, наприклад, у Дебюссі.
Крім метатональності, в центрі його роздумів перебуває звукова матерія: процесу твору у Балліфа передує формальне обмірковування композиції. Зрештою, слухання музики направляють їх у процесі творчості. Тоді будь-який звук може стати приводом для музики. (див., зокрема, його роботу з перкусії).
Творчий процес Балліфа є поєднанням раціонального начала, яке керує створенням форми, і діонісійського начала, яке наповнює цю форму. Останнє пов'язане зі слуханням музики — інструментом поетичного звуку. Формоутворення цілком може видозмінюватися під впливом цього почуття.
Його концепція композитора як сочителя, збирача «цілого» розкривається у центральній роботі «Économie musicale», опублікованій 1992 року у збірнику «Музикологія» під керівництвом Жозефа-Франсуа Кремера. Балліф визначає свою музику насамперед як релігійну. Його учні бачать у ньому батька нового покоління музикантів — після Рамо та Месіана.

## Каталог
- 1945, Préludes pour une main aimée, pour piano.
- 1946, Cendres, op.1, pour trois groupes de percussions.
- 1945—1948, Le cortège d'Orphée, op1b, pour soprano lyrique (ou baryton) & piano, Poèmes de Guillaume Apollinaire.
- 1948, Quatre mélodies sur des poèmes d'Henri Michaux, op.1c, pour soprano & piano [1. L'Oiseau qui s'efface; 2. Repos dans le malheur; 3. Deux peupliers; 4. Il est venu].
- 1949, Apparitions, op.2, pour mezzo-soprano & piano, poèmes de Henri Michaux [1. Apparition; 2. Dans les limbes lumineuses; 3. Extérieurs; 4. Les inachevés; 5. Marchand; 6. Dans l'attente; 7. Œil].
- 1949, Chanson bas, op.3, pour soprano & piano, poèmes de Stéphane Mallarmé [1. Le cantonnier; 2. Le marchand d'ail et d'oignons; 3. La femme de l'ouvrier; 4. Le vitrier; 5. Le crieur d'imprimés; 6. La marchande d'habits].
- 1950, Sports et divertissements: Orchestration d'après l'œuvre pour piano d'Erik Satie.
- 1951—1977 Minuit pour les géants, op.4 (revue en 1977), pour mezzo-soprano (ou baryton) & piano; poème de Tristan Tzara.
- 1951—1995, Notes et menottes, pour piano [vol. I: «À mes enfants, chantez votre existence sur toutes les gammes» (1979); Vol. II «Libres exercices de classe à deux voix sur une gamme donnée à 11 sons» (1949—1950); vol. III (1992); vol. IV (1995).
- 1952, Quintette de cuivres, op.9, pour trompette piccolo, trompette, cor, trombone & tuba.
- 1952, Trio d'anches, op.8, pour hautbois, clarinette & basson.
- 1952, Quatre antiennes à la sainte Vierge, op.7, pour six voix solistes (S1, S2, A, HC, T, B) & ensemble instrumental (16 musiciens) [I. Alma redemptoris mater; II. Ave Regina; III. Regina Coeli ; IV Salve Regina].
- 1953, Quintette à vent, op.10, pour flute, hautbois, clarinette, basson.
- 1955, Diableries, op.12b, p.1955), pour piano.
- 1955, Lovecraft, pour orchestre, op. 13 (d'après la Couleur tombée du ciel, de Lovecraft).
- 1955, Quatuor à cordes, n°1, op.12, pour deux violons, alto, violoncelle.
- 1956, Sonates pour orgue, op.14 (1. La folie de la croix; 2. Ce beau poisson d'amour qu'est Jésus mon sauveur; 3. L'agneau de dieu; 4. Ô doux et bon pélican).
- 1956, Musik im Mirabel, op.15, pour soprano & piano, poèmes de Georg Trakl (1. Musik im Mirabel; 2. Der Schlaf; 3. Zu Abend mein Herz; 4. Nahe des Todes; 5. In ein altes Stammbuch; 6. Sommer).
- 1956, Trio à cordes, n°1 op.16, pour violon, alto, violoncelle.
- 1957, Fantasio op.21a, pour orchestre (4.4.4.4 — 4.4.4.0 — hpe.pno.3 timb.5 perc. — cordes).
- 1957, Retrouver la parole, op.33, Cantate pour chœur a six voix solistes & ensemble instrumental, poèmes de Roger Giroux.
- 1957, Sonate n°2 op.19, pour piano.
- 1958, Quatuor à cordes, n°2 op.22, pour deux violons, alto, violoncelle.
- 1958, Quintette, op.24, pour flute et quatuor a cordes, ou flute, hautbois & trio a cordes.
- 1959, Quatuor à cordes, n°3 op.30, pour deux violons, alto, violoncelle.
- 1959, Sonate, n°3 op.29, pour piano.
- 1959, Trio à cordes, n°2 op.28, pour violon, alto, violoncelle.
- 1959—1965, Ceci et celà, op.26 (1959—1965) Premier concert à huit pour flûte, hautbois, clarinette, basson, cor, trompette, trombone, tuba & orchestre et la mémoire d'Hermann Scherchen [3 (I, II, III+picc.).3.3 (I, II+cl. picc., III+cl.b.). 3 (+2 saxh.) — 4.4.4 (III+b., IV+cb.). 2 — 12 perc. 4 org. 9.9.6.4.4].
- 1960, Canzone à 8 (in primi toni), orchestration pour deux orchestres de «Canzone otta vitoni» de Giovanni Gabrieli).
- 1960, Quatuor, op.34, pour basson, deux violons, alto & violoncelle.
- 1960, Sonate, n°4 op. 31, pour piano.
- 1960, Vitrine (1960) pour six musiciens (cl., cb., cbn, trb., cel., hpe).
- 1961, Solfeggietto, op.36 n°1, pour flute.
- 1961, Solfeggietto, op.36 n°2, pour cor anglais.
- 1961, Trio, n°1 op.35, pour flute, basson & harpe.
- 1961, Trio, n°2 op.35, pour flute, hautbois & violoncelle (constitue avec le Trio, n°3 op.35,— un double trio).
- 1961, Trio, n°3 op.35, pour violon, clarinette & cor (constitue avec le Trio, n°2 op.35, un double trio).
- 1962, Fantasio grandioso, op.21b, pour orchestre (4.4.4.4 — 4.4.4.0 — hpe.pno.3 timb.5 perc.).
- 1962 A Cor et à Cri, op. 39, pour orchestre.
- 1962, Passe-temps, op.38, pour piano.
- 1962, Sonate, op.40, pour violoncelle et piano.
- 1963, Solfeggietto, op.36 n°3 pour violon.
- 1963, Cahier de violon, op.42: Cinq grandes pièces pour violon seul.
- 1963, Premier imaginaire, op.41 n°1 pour sept musiciens (vln, vlc., hpe, fl., cl., trp., trb.).
- 1963—1973, La vie du monde qui vient, op.11 ; Première Symphonie mystique en neuf parties.
- 1964, La musique d'Erich Zahn, pour orchestre, d'après H. P. Lovecraft.
- 1967, Deuxième imaginaire, op.41 n°2 pour sept cuivres (trp. picc., trp., bug. (ou cor), cor, trb. t6n., trb. b., tba cb.).
- 1967, Les Troyennes, pour orchestre, d ’après Jean-Paul Sartre
- 1968, Quatrième imaginaire, op.41 n°4 pour sept musiciens (orgue, trp., trp. b., trb., bug., cor, tba) [commande de l'ORTF].
- 1968, Solfeggietto, op.36 n°4 pour hautbois.
- 1968, Solfeggietto, op.36 n°5 pour clarinette.
- 1969, Trio à cordes, n°3 op.43, pour violon, alto, violoncelle, 16 min.
- 1969, Troisième imaginaire pour huit musiciens (2 a, vlc., cb., cl., cor, bn).
- 1971, Prière à la saint vierge, op.44 n°1 pour chœur.
- 1971, Les battements du cœur de Jésus, op.46, pour double chœur, trp, tb.
- 1972, Chapelet, op.44 n°2, pour chœur à 4 voix mixtes.
- 1972, Prière du seigneur, op.45 pour ch, tp, tb
- 1974, Sixième imaginaire, op.41 n°6, pour 11 inst. à cordes solistes.
- 1974, Fragment d'une ode à la faim, op. 47, pour 12 voix mixtes.
- 1975, Quatuor, op.48, pour v., al., vcl., perc.
- 1976, Solfeggietto, n°6 op. 36 pour guitare.
- 1976, Premier concert symphonique: Ivre-moi-Immobile, op.49 n°1 pour clarinette et orchestre.
- 1977, Poème de la félicité, op.50, pour 3 voix de femme, perc., guit.
- 1977, Timbres et postes, op.51 pour 6 perc.
- 1978, Sonate, op.52, pour clarinette et piano.
- 1979, Un coup de dés, , op.53, contre-sujet musical pour chœur symphonique,6 musicien et un ruban sonore.
- 1980, L'Habitant du Labyrinthe, op.54, pour 2 perc.
- 1980, Rêveries, op.55, Trio pour violon, clarinette en la piano.
- 1980, Solfeggietto, op.36 n°7, pour tuba contrebasse (ou tuba).
- 1981, Poèmes lents, op.57, Mélodies pour soprano colorature, soprano lyrique, basse & piano en trio vocal (ou solo, 2 instruments remplaçant ad lib. les 2 voix manquantes), poèmes d'André Brochu.
- 1981, Solfeggietto, op.36 n°8 pour saxophone.
- 1982, Solfeggietto, op.36 n°9 pour harpe.
- 1982, Solfeggietto, op.36 n°10 pour clavecin.
- 1982—1984, Dracoula, op.58, drame nocturne en deux actes pour six voix solistes & orchestre D'après une idée d'Alain Germain, livret de Viorel Stefan (commande d’État).
- 1984, Absence, orchestration pour soprano & ensemble instrumental: n°4 des «Nuits d'été» op.7 d’Hector Berlioz).
- 1984, Le livre du serviteur: deuxième Symphonie mystique, op. 59 pour baryton léger, trois chœurs, maîtrise d'enfants & orchestre (extraits des lettres de Saint Paul et de la prière de Saint François; traduction R.P. Michel Quesnel; Dans memoriam Charles Ravier (commande de Radio France).
- 1984, Solfeggietto, op.36 n°11, pour basson.
- 1984, Solfeggietto, op.36 n°12, pour percussions.
- 1984—1988, Haut les rêves, op.49 n°2, pour la violoniste Clara Bonaldi; Deuxième concert symphonique pour violon & orchestre de chambre [2 (I, II+picc.).2.1(I=cl. en la).1 — 2.0.0.0 — 7.0.2.2.1; commande des Affaires culturelles de Champagne-Ardenne pour le centenaire de Gaston Bachelard].
- 1985, Solfeggietto, op.36 n°13, pour violoncelle.
- 1986, Solfeggietto, op.36 n°14, pour trompette
- 1987, Quatuor à cordes, n°4 op.61, pour deux violons, alto, violoncelle (Commande du Festival de jazz «Banlieues Bleues»).
- 1987, Un moment de printemps, op.60, quintette pour flûte, clarinette, violon, violoncelle & piano (commande de l'ensemble instrumental de Ville-d'Avray).
- 1988, Rondes nocturnes, op.62, pour deux pianos.
- 1988, Solfeggietto, op.36 n°15, pour cor.
- 1989, Quatuor à cordes, n°5 op.63, pour deux violons, alto, violoncelle (Commande de Radio-France).
- 1990, Le Taille-Lyre, op. 64 n°1, pour sept instruments (fl., cl. sib, a., vlc., pno, trb., acc.).
- 1990—1991, Il suffit d'un peu d'air, op.65: Farce lyrique en quatre tableaux d'après la pièce de Renald Tremblay pour soprano lyrique, mezzo-soprano, ténor, baryton & orchestre (Commande du Nouvel Ensemble Moderne de Montréal).
- 1992, Trio à cordes, n°4 op.66.
- 1993—1996, Réverb'airs, op.68: Priamelnen nn°1 à 8 pour piano a quatre mains.
- 1994, Les retours du soir, op.70: quintette pour cloches & quatuor de timbales.
- 1994, Sonate, n°6 op.69, pour piano.
- 1995, Chanson d'Atanasio: pièce facile pour marimba.
- 1995, Chant du petit matin: pièce facile pour clarinette en si bémol.
- 1995, Quatuor, op.71, pour saxophones Bordeaux, 1998.
- 1995, Solfeggietto, op.36 n°16, pour marimba.
- 1995, Solfeggietto, op.36 n°17, pour accordéon.
- 1995, Solfeggietto, op.36 n°8, pour contrebasse.
- 1996, Battez sons pleins, op.73: quatuor pour glockenspiel.
- 1996, Refrains du petit ménestrel: pièce facile pour violon.
- 1999, Solfeggietto, op.36 n°19, pour alto (commande pour le concours du CNSMD de Paris, 1999).
- 1999—2000, Un délire de Dédales: Quatrième concert symphonique pour flûte & orchestre (commande de l'Orchestre Simon Bolivar, Caracas).
- 2000—2001, Au clair de la lune bleue, pour orchestre (commande de Radio France).
- sd., Joies, pour orgue (Extrait de «Troisième symphonie mystique» op.67).
- sd., Præludia à la troisième symphonie mystique, op.67 pour double quintette de cuivres & orgue.
- sd., Six petits préludes transfigurés, op.67, pour orgue (Extrait de «Troisième symphonie mystique», op.67).

### Сольфеджієтто
- 1961, Сольфеджієтто op. 36 n 1 для флейти
- 1961, Сольфеджієтто op. 36 n 2 для англійського ріжка
- 1963, Сольфеджієтто op. 36 n 3 для скрипки
- 1968, Сольфеджієтто op. 36 n 4 для гобоя
- 1968, Сольфеджієтто op. 36 n 5 для кларнета
- 1976, Сольфеджієтто op. 36 n 6 для гітари
- 1980, Сольфеджієтто op. 36 n 7 для контрабасової туби (або туби)
- 1981, Сольфеджієтто op. 36 n 8 для альт-саксофона
- 1982, Сольфеджієтто op. 36 n 9 для арфи
- 1982, Сольфеджієтто op. 36 n 10 для клавесина
- 1984, Сольфеджієтто op. 36 n 11 для фагота
- 1984, Сольфеджієтто op. 36 n 12 для ударних
- 1985, Сольфеджієтто op. 36 n 13 для віолончелі
- 1986, Сольфеджієтто op. 36 n 14 для труби
- 1988, Сольфеджієтто op. 36 n 15 для рога
- 1995, Сольфеджієтто op. 36 n 16 для марімби
- 1995, Сольфеджієтто op. 36 n 17 для акордеона
- 1995, Сольфеджієтто op. 36 n 18 для контрабаса
- 1999, Сольфеджієтто op. 36 n 19 для альта (замовлення для конкурсу Вищої національної консерваторії Парижа, 1999 р.))

Твори К. Балліфа публікуються такими видавництвами: Éditions musicales transatlantiques, Choudens (Wise Music classic), Durand-Salabert-Eschig та Bote & Bock (Boosey & Hawkes).

## Опубліковані роботи (статті, дослідження, інтерв'ю)
- Aller aux sons d'une oreille active et nouvelle / Dans «Panorama» (36), 1971.
- Berlioz. «Solfèges», Seuil, Paris,1968.
- Doit-on se mettre en forme / Dans «Colloque Claude Ballif», Centre Sèvres, 1986.
- Du silence у вигляді варіацій / Dans «Ex» (2), alinéa, Aix-en-Provence, 1983.
- Economie musicale. Souhaits entre symboles. Meridien Klincksieck, collection Musicologie dir. JF Kremer, Paris, 1988.
- Entretiens avec Marie-José Chauvin/Dans «Le Courrier musical de France» (41), Paris, 1973.
- Entretiens avec Maurice Pinson/Dans «La Grive» (154), Charleville-Mézières 1972.
- Fragments retrouves/Dans «La Revue musicale» (370—371), Richard Masse, Paris, 1984.
- Introduction a la metatonalite. Richard-Masse, Paris, 1956.
- L'Ars Nova en France et Guillaume de Machaut/Dans «Encyclopédie des musiques sacrées» (II), Labergie, Paris, 1968.
- La musique d'aujourd'hui: enquête menée par André Boucourechliev / Dans «La Revue musicale» (263), Richard Masse, Paris, 1968.
- La Musique et le Musicien/Dans «Panorama de l'art musical contemporain», 1963.
- La Renaissance de l'orgue de Bordeaux/Dans «La Petite Gironde», 1947.
- Les mouvements de l'azur mallarméen / Dans «Six musiciens en quête d'auteurs», propos recueillis par Alain Galliari, Pro Musica, 1991.
- Les Paradoxes du musicien. Dans «Silex» (17), Grenoble, 1980.
- Les Trois Russes, Wyschnegradski, Obouhov et Scriabine / Dans «La Revue musicale» (290—291, spécial), Richard Masse, Paris 1972.
- Lettres à Daniel Charles / Dans «Digraphe» (28), Maeght, Paris, 1982.
- Lettres à Dick Higgins/Dans «Revue d'esthétique» (n. 4), 1982.
- Points, mouvements / Dans «La Revue musicale» (263), Richard Masse, Paris, 1968.
- Propos de Claude Ballif recueillis par Bernard Bonaldi, Francis Bayer та Francis Pinguet / Dans «La Revue musicale», n° 370—371, Richard Masse, Paris, 1984.
- Voyage de mon oreille, Paris, Union générale d'éditions, «10/18» (n° 1351), 1979.

## Дискографія
— Solfegietto pour guitare op. 36 no 6 [Avec des oeuvres pour guitare de Tristan Murail, Yoshihisa Taïra, Philippe Drogoz et Michèle Reverdy] Rafaël Andia (guitare): Adda, 1990 [581283 — AD 184].
— Pièces détachées op. 6 [1] ; Bloc-Notes op. 37 [1] ; 5e Sonate pour piano op. 32 [1] ; Passe-Temps op. 38 no 1 [1] ; Sonate pour violon et piano op. 17 [2] ; Sonate pour violoncelle et piano op. 40 [3] Jean Martin (piano) [1] ; Clara Bonaldi (violon), Sylvaine Billier (piano) [2] ; Pierre Penassou (violoncelle), Jacqueline Robin (piano) [3]: Arion, 1991 [ARN 68177].
— À Cor et à cri [1] ; Quatuor à cordes no 3 [2] ; Concerto " Haut les rêves " [3] ; Sonate pour flûte et piano [4] Orchestre National, dir. : Lucas Vis [1] ; Quatuor Kronos [2] ; Clara Bonaldi (violon) та Nouvel Orchestre philharmonique, dir. : Michel Tabachnik [3] ; Pierre-Yves Artaud (flûte) та Christian Ivaldi (piano) [4]: Adda / MFA, 1991 [581283 — AD 184].
— Prière à la Sainte Vierge op. 44 [1], Chapelet op. 44 no 2 [1] Les Battements du coeur de Jésus op. 46 [1], Prière au Seigneur op. 45 [1], Fragment d'une ode à la faim op. 47 [2] Ensemble choral Arsène Muzerelle, dir. : Arsène Muzerelle [1] ; Un ensemble vocal de Radio France, dir. : Dominique Debart [2]: Arion, 1992 [ARN 68189].
— Cendres pour trois groupes de percussions op. 1 ; L'Habitant du labyrinthe op. 54 ; Timbres et postes, une symphonie pour six percussionnistes op. 51 Ensemble de percussions Rhizome (Olivier Fiard, Patrie Legeay, Didier Breton, Hedy Rejiba, Hugo Le Henan, Bruno Lemaître), dir. : Alexandre Damnjanovic Label: Arion, 1994 [ARN 68289].
— Le Taille-Lyre op. 64 no1 [avec la Symphonie op. 21 d'Anton Webern] Ensemble Intervalles, dir. : Joseph-François Kremer Label: Instant Présent, Lyon, 1994 [1010].
— Le Livre du Serviteur, deuxième Symphonie Mystique op. 59 pour baryton, trois choeurs, choeur d'enfants et orchestre André Cognet (baryton), Choeur et Maîtrise de Radio France, Michel Tranchant et Denis Dupays, chefs de choeur ; Orchestre philharmonique de Radio France, dir. : Bruno Ferrandis Label: Radio France/MFA, 1997 [MFA 216017/18], 2 CD.
— Airs comprimés op. 5 ; Bloc-Notes op. 37 ; Pièces détachées op. 6 ; Passe-temps no 1 à 6 op. 38 Philippe Keler (piano) Label: Grave, 1997 [GRCD 5].
— Solfeggietto pour violoncelle, op. 36 no13 [avec des oeuvres de Xenakis, Aperghis et Kagel] Christophe Roy (violoncelle) Label: Grave, 2000 [GRCD 16].
— Un Délire de dédales, quatrième Concert Symphonique op. 49 no 4 ; Sonate pour flûte et piano op. 23 ; Mouvements pour deux pour flûte et piano op. 27 ; Solfegietto pour flûte seule op. 36 no 1 ; Chant de l'innocent, piece facile pour flûte seule José Garcia-Guerrero (flûte), Philippe Keler (piano), Orchestre Symphonique Simón Bolivar, dir. : Manuel Hernández Silva Label: Musique Media/Nocturne, 2002 [IS 204 — NT 100].
— Points-Mouvement [CD " 50 ans de musique électroacoustique au Groupe de Recherches Musicales, Paris 1948—1998 ", avec des oeuvres electronics de Robert Cohen-Solal, François Donato, Pierre Schaeffer, François-Bernard Mâche et al. ] Label: INA-GRM/Teatro Massimo Fondazione, 2001 [FTM 002 AB].
— Points-Mouvement [CD " Archives GRM: Les visiteurs de l'aventure concrète ", avec des oeuvres electronics de André Hodeir, Pierre Boulez, Jean Barraqué, Darius Milhaud, et al. ] Label: INA-GRM, 2004 [276512].
— Solfeggietto pour violon, op. 36 no3 [avec des oeuvres de Luciano Berio, Édith Canat de Chizy et al. ] Diego Tosi (violon) Label: Disques du Solstice, 2005 [SOCD 225].

## Премії
- Ґран-прі Парижа у сфері музики (1980).
- Премія SACEM у сфері симфонічної музики (1986).
- Велика національна музична премія (1999).

## Нагороди
- Кавалер Ордену мистецтв та літератури (1984).
- Кавалер Національного ордену «За заслуги» (1996).